# Ofsaid (fotbal)
Ofsaid (engleză offside), sau poziția afară din joc, este un termen din fotbal, care desemnează o poziție neregulamentară de joc în terenul advers, constând în depășirea fără minge de către un fotbalist care, in momentul declanșării unei pase din partea unui coechipier in directia sa, se găsește mai aproape de linia porții decât oricare din jucătorii din formația opusă, cu excepția a cel mult unuia singur.

## Aplicare
Aplicarea regulii offside-ului este cel mai bine tratată în trei pași: Poziția de offside, Activarea offside-ului și Sancționarea offside-ului.

### Poziția de offside

Atacantul albastru din stânga diagramei este în poziție de offside întrucât se află atât dincolo de penultimul apărător (marcat cu linie punctată) cât și în fața mingii. Aceasta nu înseamnă neapărat că este în offside activ.

Un jucător este în poziție de offside dacă este mai aproape de linia adversă de poartă decât mingea și decât penultimul adversar, cu condiția să fie în jumătatea adversă de teren. Un jucător în linie cu penultimul adversar nu este considerat în offside.
În 2005 International Football Association Board a convenit asupra a unei noi Hotărâri privind Legea 11, și anume că „a fi mai aproape de linia de poartă adversă” înseamnă că „orice parte a capului, corpului sau picioarelor este mai aproape de linia de poartă adversă decât mingea și decât penultimul adversar. Brațele nu sunt incluse în această definiție.” Astfel, orice parte (din cele enumerate) a corpului atacantului trebuie să fie mai aproape de linia de poartă adversă decât orice parte a corpului penultimului apărător advers sau dincolo de partea mingii cea mai aproape de linia de poartă adversă.
În general, aceasta înseamnă că, atunci când dorește să efectueze o pasă înainte în jumătatea adversă de teren, echipa în atac trebuie să se asigure fie că echipa adversă are cel puțin doi jucători (unul din acești doi jucători poate fi, și de regulă este, portarul) între linia porții și cel mai apropiat jucător al echipei în atac, fie că toți jucătorii echipei în atac sunt în spatele mingii astfel încât aceasta rămâne mai aproape de linia de poartă decât oricare din jucătorii echipei în atac.
Dacă, din vreun motiv, portarul este în fața mingii, atunci atacantul va trebui să fie în linie cu sau înaintea a doi fundași adverși.

### Offside-ul activ
Poziția de offside a unui jucător este activă dacă „la momentul când mingea este atinsă sau jucată de un coechipier de-al său”, în opinia arbitrului, el este implicat activ în joc. Un jucător nu este în offside activ dacă primește mingea din aruncare de la margine, out de poartă sau lovitură de colț.
Pentru ca un offside activ să aibă loc, jucătorul trebuie să fie în poziție de offside în momentul în care mingea este atinsă sau jucată de un coechipier; un jucător care aleargă din poziție regulamentară în poziție de offside după ce mingea a fost atinsă sau jucată de un coechipier nu este penalizat.
Similar, un jucător care este în poziție de offside când mingea este atinsă sau jucată de un coechipier nu este in offside activ chiar dacă aleargă într-o poziție regulamentară înainte de a recepționa mingea. Această posibilitate rămâne validă până când fie un coechipier atinge sau joacă din nou mingea și poziția de offside este reevaluată, fie mingea iese din joc, fie un adversar ajunge să controleze mingea. Un jucător care a fost în poziție de offside care profită de o pasă greșită dar intenționată a unui adversar nu este considerat în offside activ.
A determina dacă un jucător participă activ la o fază poate fi complex. FIFA a emis noi instrucțiuni pentru interpretarea legii offside-ului în 2003 și acestea au fost incluse în legea 11 în iulie 2005. Noua formulare caută să definească mai precis următoarele trei cazuri:
- Participarea activă înseamnă jucarea sau atingerea mingii pasate sau jucate de un coechipier.
- Intervenția asupra unui adversar înseamnă oprirea unui adversar de la a juca sau a putea juca mingea obstrucționând linia vizuală sau mișcările acestuia sau efectuarea unui gest sau a unei mișcări care, în opinia arbitrului, derutează sau distrage un adversar.
- Obținerea unui avantaj fiind aflat în poziție de offside include jucarea mingii care ricoșează la jucător din bară sau dintr-un adversar atunci când jucătorul la care ricoșează mingea este în poziție de offside.

În practică, un jucător în poziție de offside poate fi penalizat înainte de a juca sau atinge mingea dacă, după părerea arbitrului, nici un alt coechipier în poziție regulamentară nu are ocazia să joace mingea.
Interpretarea acestor noi definiții de către arbitri încă este controversată, în primul rând din cauza incertitudinii asupra a ce mișcări poate un jucător aflat în poziție de offside să facă pentru a nu fi considerat participant activ la fază. Fotbalistului Bill Shankly îi este atribuită întrebarea: „Dacă un jucător (...) nu caută să-și creeze un avantaj, atunci ar trebui să caute”.

### Sancționarea offside-ului
Sancțiunea pentru offside este o lovitură liberă indirectă pentru echipa adversă, din locul în care se afla jucătorul în offside. Mulți arbitri lasă jocul să continue dacă echipa în apărare deja se află în posesia mingii, pentru a nu încetini și fragmenta jocul cu lovituri libere redundante. Aceasta nu trebuie să fie confundată cu legea avantajului, care poate fi aplicată doar asupra Legii 12. În esență, arbitrul care nu fluieră offside consideră că unul din elementele offside-ului nu a fost prezent.

### Arbitrajul
În aplicarea acestei reguli, arbitrul se bazează foarte mult pe un arbitru asistent, care de regulă stă în linie cu penultimul apărător din jumătatea lui de teren (tehnicile de poziționare exactă sunt și ele complexe). Un arbitru asistent semnalizează offside-ul ridicând steagul drept în sus fără a-l agita, și apoi, după confirmarea semnalizării de către central, ridicând steagul într-o manieră prin care arată locația în care a avut loc:
- Steag îndreptat în jos: offside-ul a fost în treimea de teren cea mai aproape de arbitrul asistent.
- Steag orizontal, paralel cu terenul: offside-ul a fost în treimea mediană.
- Steag îndreptat în sus: offside-ul a fost în treimea de teren cea mai departe de arbitrul asistent.

Misiunea arbitrului asistent în ce privește offside-ul poate fi dificilă, deoarece trebuie să țină pasul cu atacurile și contraatacurile, să observe care jucători sunt sau nu în poziție de offside la momentul jucării mingii, și apoi să determine dacă jucătorii aflați în poziție offside sunt activi în acea fază. Riscul unei greșeli este amplificat de efectul de perspectivă, care are loc când distanța între jucător și arbitrul asistent este semnificativ diferită de distanța până la penultimul apărător, și arbitrul asistent nu este direct în linie cu apărătorul. Dificultatea semnalizării offside-ului este adesea subestimată de spectatori. Nu este ușor de stabilit dacă un jucător este în linie cu un adversar la momentul când mingea este lovită: dacă atacantul și fundașul aleargă în direcții opuse, ei pot ajunge de la a fi în linie la a fi la doi metri distanță unul de altul într-o zecime de secundă.

## Istoric
Regula datează de la codurile fotbalului dezvoltate în școlile publice din Anglia la începutul secolului al XIX-lea. Aceste reguli ale offside-ului erau adesea mult mai stricte decât în jocul modern. În unele variante, un jucător era "în afara jocului" dacă stătea în fața mingii. Aceasta era la fel cu regula similară din rugby, care penalizează orice jucător aflat între minge și poarta adversă. Prin contrast, Regulile Sheffield nu aveau regulă de offside, iar atacanții, numiți kick throughs se aflau în permanență lângă poarta adversă.
În 1848, H.C. Malden a ținut o întrunire în camerele Trinity College, Cambridge, unde a tratat problema. Au fost prezenți reprezentanți de la școlile Eton, Harrow, Rugby, Winchester și Shrewsbury, fiecare venind cu propriul lor set de reguli. Între orele 4pm și miezul nopții, ei au stabilit ceea ce este considerat a fi primul set de "Reguli Cambridge".
Din nefericire nu s-a păstrat nicio copie a acestor reguli din 1848, dar se consideră că acestea includeau reguli privind aruncarea de la margine, autul de poartă, marcajele de la mijlocul terenului, reluările, interzicerea ținerilor și împingerilor și offside-ul. Regulile permiteau ca o sfoară să fie folosită pe post de bară transversală.
Au fost descoperite niște reguli datate 1856, la peste o sută de ani de la elaborarea lor, în biblioteca Shrewsbury School. Acestea sunt probabil o variantă apropiată de Regulile Cambridge și este considerat cel mai vechi set de reguli cunoscut. Regula Nr. 9 cerea ca trei apărători să fie în fața atacantului care joacă mingea. Regula specifică:
| “ | Dacă minge a trecut de un jucător venind din direcția propriei porți, el nu o poate atinge până când aceasta este lovită de echipa adversă, dacă nu sunt mai mult de trei adversari în fața lui. Nici un jucător nu are voie să umble între minge și poarta adversarilor. | ” |

Pe măsură ce fotbalul s-a dezvoltat în anii 1860 și 1870, legea offside-ului s-a dovedit a fi cea mai mare sursă de conflicte între cluburi. Sheffield a renunțat la ai lor "kick throughs" modificându-și regulile astfel încât un apărător trebuia să fie mereu între un atacant și poarta adversă; Asociația de Fotbal a făcut și ea compromisuri și a adoptat ideea de trei jucători, de la Cambridge. În cele din urmă, Sheffield s-a aliniat cu A.F., și regula a rămas "trei jucători" până în 1925.
Schimbarea regulii la "doi jucători" a condus la o creștere imediată a numărului de goluri marcate. 4.700 de goluri au fost înscrise în 1.848 de meciuri în sezonul 1924-25. Acest număr a crescut la 6.373 de goluri (în același număr de meciuri) în sezonul 1925-26, după amendarea legii.
În sezonul 1987-88, liga GM Vauxhall Conference a fost folosită pentru a testa o modificare experimentală a regulilor, prin care nici un atacant nu era considerat în offside imediat după o lovitură liberă. Schimbarea nu a fost considerată un succes, întrucât echipa aflată în atac putea umple careul advers cu jucători la orice lovitură liberă, și schimbarea de regulă nu a fost introdusă la nivelele superioare.
În 1990 legea a fost modificată pentru a considera un atacant în poziție regulamentară dacă este pe linie cu penultimul adversar. Această schimbare a făcut parte dintr-o politică a conducătorilor fotbalului de a face regulile mai permisive pentru fotbalul ofensiv și de a face jocul să curgă mai liber.
În 2003, FIFA a emis reguli mai stricte pentru penalizarea jucătorilor în offside, pentru a încuraja jocul ofensiv. Astfel, dacă un jucător este semnalizat în offside depinde de acțiunile lui și de locul unde se află. Cu aceste modificări, atacanții nu mai sunt penalizați dacă ajung dincolo de fundași din poziție regulamentară chiar dacă un coechipier al lor este în poziție de offside. Astfel se înscriu mai multe goluri în urma paselor în adâncime.

## Pasul la offside
Pasul la offside este o tactică defensivă. Când un atacant aleargă în ofensivă și având un coechipier cu mingea la picior gata să-i paseze lui în față, toți apărătorii (cu excepția portarului) se deplasează înainte, dispuși într-o linie cât mai dreaptă pentru a-l lăsa pe atacant în urma lor la momentul pasei, astfel lăsând atacantul în poziție de offside. Fundașii care folosesc această tactică adesea încearcă să aducă potențiala poziție de offside în atenția arbitrului asistent strigând sau ridicând mâinile. Deoarece loviturile libere sunt ocazii când momentul pasei este previzibil, în multe rânduri apărătorii abordează această tactică atunci când adversarul beneficiază de acestea.
Pasul la offside poate fi o strategie riscantă deoarece toți apărătorii (în afară de portar) trebuie să iasă din apărare împreună în același timp într-o linie relativ dreaptă, altfel atacanții nu vor mai fi în offside la momentul pasei dacă rămân în urma portarului și a unui apărător care nu a făcut pasul înainte; dacă ieșirea la offside eșuează, jucătorii în atac vor avea calea aproape liberă spre poartă. Modificările de regulament din 2003 au făcut tactica și mai periculoasă, deoarece definiția offside-ului activ a devenit mai restrânsă. Astfel, echipele care ies la offside au șanse mai mici să lase adversarul în offside dacă arbitrul consideră că acel jucător nu este activ.